# Советское (Рыбницкий район)
Сове́тское — село в Рыбницком районе непризнанной Приднестровской Молдавской Республики. Административный центр Советского сельсовета, куда кроме села Советское также входит село Васильевка.
Административный центр с. Советское образован в 1929 году. На территории Советского и прилегающего к нему села Васильевка, общей площадью 4,1 кв.км. располагаются 390 дворов, в которых проживают 500 жителей.
В селе Советское на 2018 год проживают 369 жителей.
На территории вышеуказанных населенных пунктов функционируют средняя общеобразовательная школа, детский сад, Дом культуры, библиотека, а также два фельдшерско-акушерских пункта.
Общая площадь земель составляет 1 977 га, в т.ч. предоставлены ООО “Агро-Ралком” 834 га и еще 6 га – фермерским (крестьянским) хозяйствам. На территории сел проложены 11,5 км водопровода,  имеются 16 колодцев и 2 водонапорные башни. Протяженность газопровода – 9,7 км, газифицированы 48 домов. Действует  сельхозпредприятие “Агро-Ралком”.